# Pekka Kuusisto (Violinist)

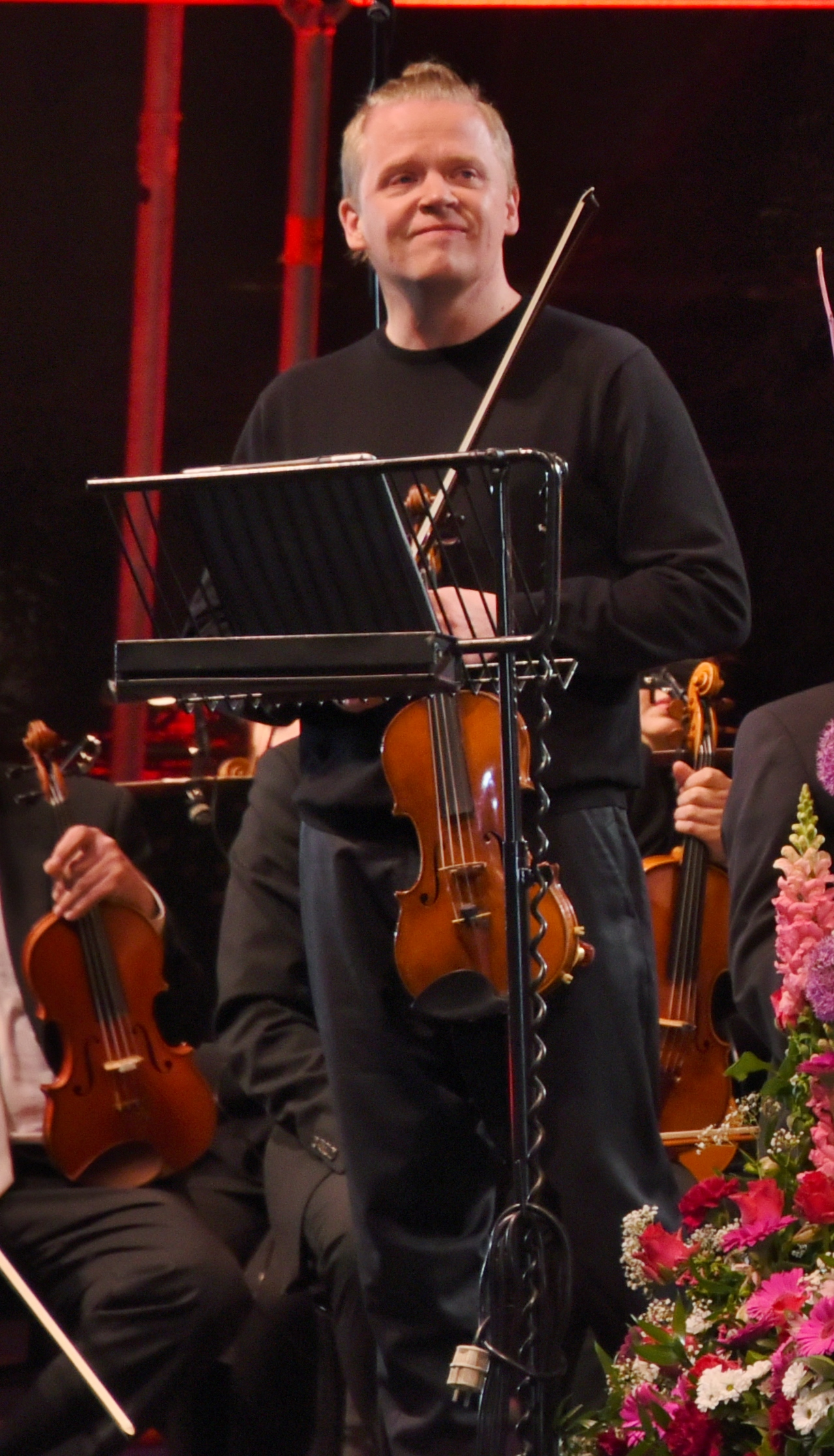
Pekka Kuusisto beim Fest der Freude 2019

Pekka Kuusisto (* 7. Oktober 1976 in Espoo) ist ein finnischer Violinist.

## Biografie
Mit drei Jahren begann Pekka Kuusisto Violine zu spielen. Sein erster Lehrer war Géza Szilvay. Seit 1985 studierte er an Sibelius-Akademie in Helsinki bei Tuomas Haapanen. Von 1992 bis 1996 studierte er bei Miriam Fried und Paul Biss an der Indiana University School of Music.
Von der Saison 2009/10 bis 2011/12 war Pekka Kuusisto Künstler der Reihe »Junge Wilde« am Konzerthaus Dortmund. Kuusisto trat als Solist mit dem Chicago Symphony Orchestra, Cleveland Orchestra, Los Angeles Philharmonic Orchestra, Philadelphia Orchestra, Philharmonia Orchestra London, Royal Philharmonic Orchestra, BBC Symphony Orchestra, Deutsche Symphonie-Orchester Berlin, Australian Chamber Orchestra und City of Birmingham Symphony Orchestra auf. Er arbeitete mit den Dirigenten Valery Gergiev, Yuri Temirkanov, Vladimir Ashkenazy, Osmo Vänska, Paavo Berglund, Thomas Dausgaard und Leif Segerstam.
Pekka Kuusisto war bis zu dessen frühem Tod im Jahr 2022 mit seinem Bruder Jaakko zusammen künstlerischer Direktor des Lake Tuusula Chamber Music Festival in Finnland.
Kuusisto interessiert sich auch für andere Musikrichtungen wie Folk, Jazz und elektronische Musik. So hat er Jazz-Aufnahmen mit dem Trio Töykeät gemacht und spielt progressiven Jazz. Er experimentierte mit elektronischen Instrumenten und ist zusammen mit der finnischen Electronik-Jazz Gruppe Rinneradio und mit dem norwegischen Noise-Duo Fe-Mail aufgetreten. Seine Alben Sibelius: Viulukonsertto und Vivaldin vuodenajat wurden in Finnland mit einer Goldenen Schallplatte geehrt.

## Auszeichnungen
- 1995: 1. Preis bei der International Jean Sibelius Violin Competition[4] in Helsinki als erster Finne sowie Preis für die beste Interpretation des Sibelius-Violinkonzerts

## Instrument
Pekka Kuusisto spielt auf einer Violine von Giovanni Battista Guadagnini aus dem Jahr 1752, die ihm von der Finnischen Kulturstiftung zur Verfügung gestellt wird.